# Lijn 17 (metro van Shanghai)
Lijn 17 is een lijn van de metro van Shanghai. De lijn loopt in westelijke richting vanaf Station Shanghai Hongqiao naar Oriental Land. Lijn 17 is de eerste metrolijn die voornamelijk het stadsdeel Qingpu bedient.